# 莫扎特剧院

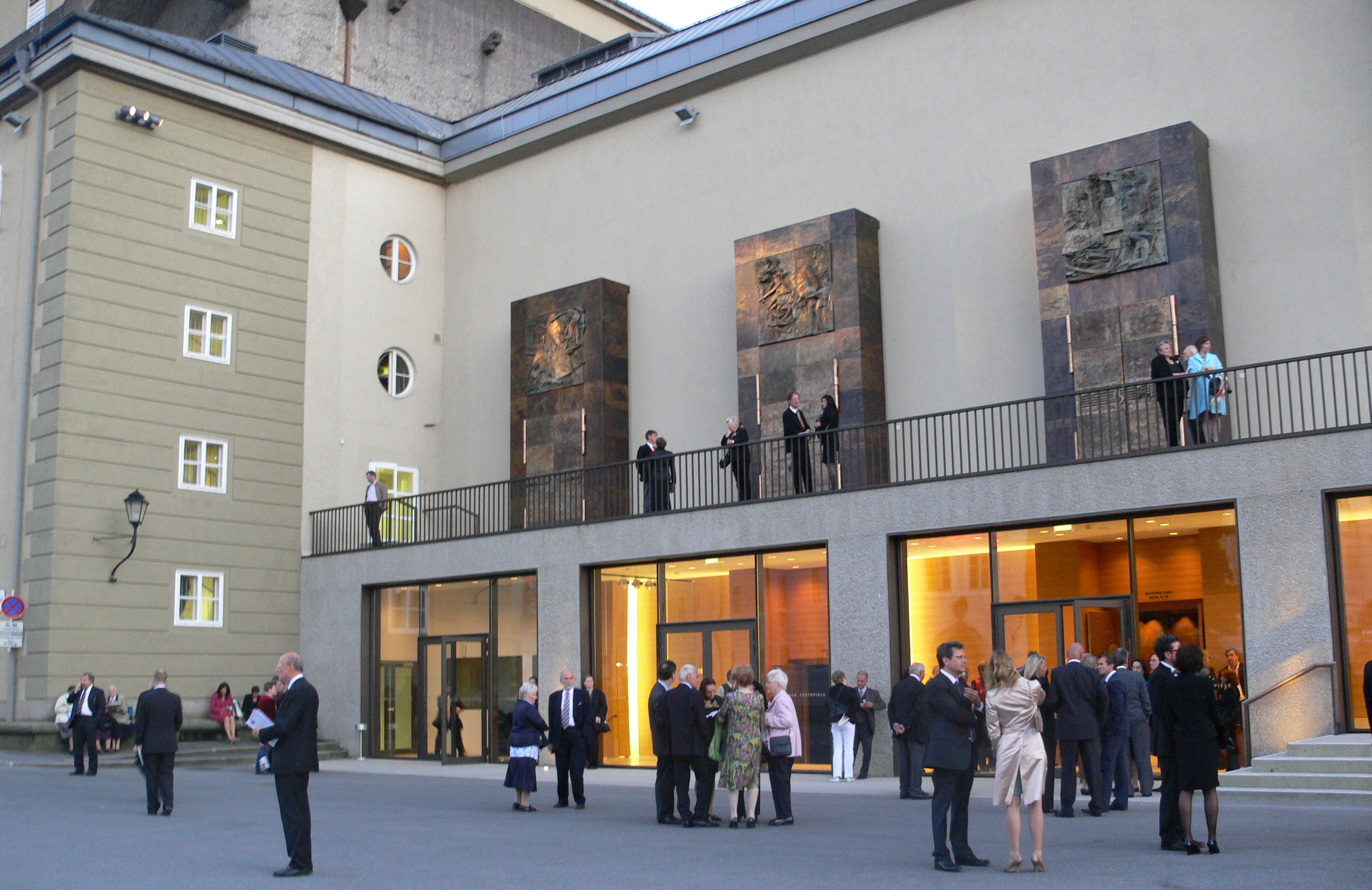
莫扎特剧院的入口

47°47′52″N 13°02′33″E / 47.79778°N 13.04250°E
莫扎特剧院（德語：Haus für Mozart）原名节日小剧院（Kleines Festspielhaus），是奥地利萨尔茨堡的一个剧院，萨尔茨堡音乐节的场地之一，主要上演歌剧和音乐会。

## 历史
节日小剧院成立于1925年，是音乐节的第一个场地。首演剧目为胡戈·冯·霍夫曼史塔的Das Salzburger große Welttheater。
2006年的莫扎特年，当地政治家与奥地利共和国达成财政协议，建造莫扎特剧院。建筑师威廉·霍茨鮑爾，卢森堡建筑师弗朗索瓦·瓦伦蒂尼。门厅的金墙由德国艺术家司马瀚设计。在开幕典礼上，上演了由尼古劳斯·哈农库特导演的《费加罗的婚礼》。
今天，莫扎特剧院可容纳1,580人，有1,495个座位和85个站位。

## 軼事
- 在卡梅隆·迪亚兹和汤姆·克鲁斯出演的电影《骑士出任务》中，剧院的立面被作为豪华的罗斯柴尔德酒店。[1]

## 多媒體

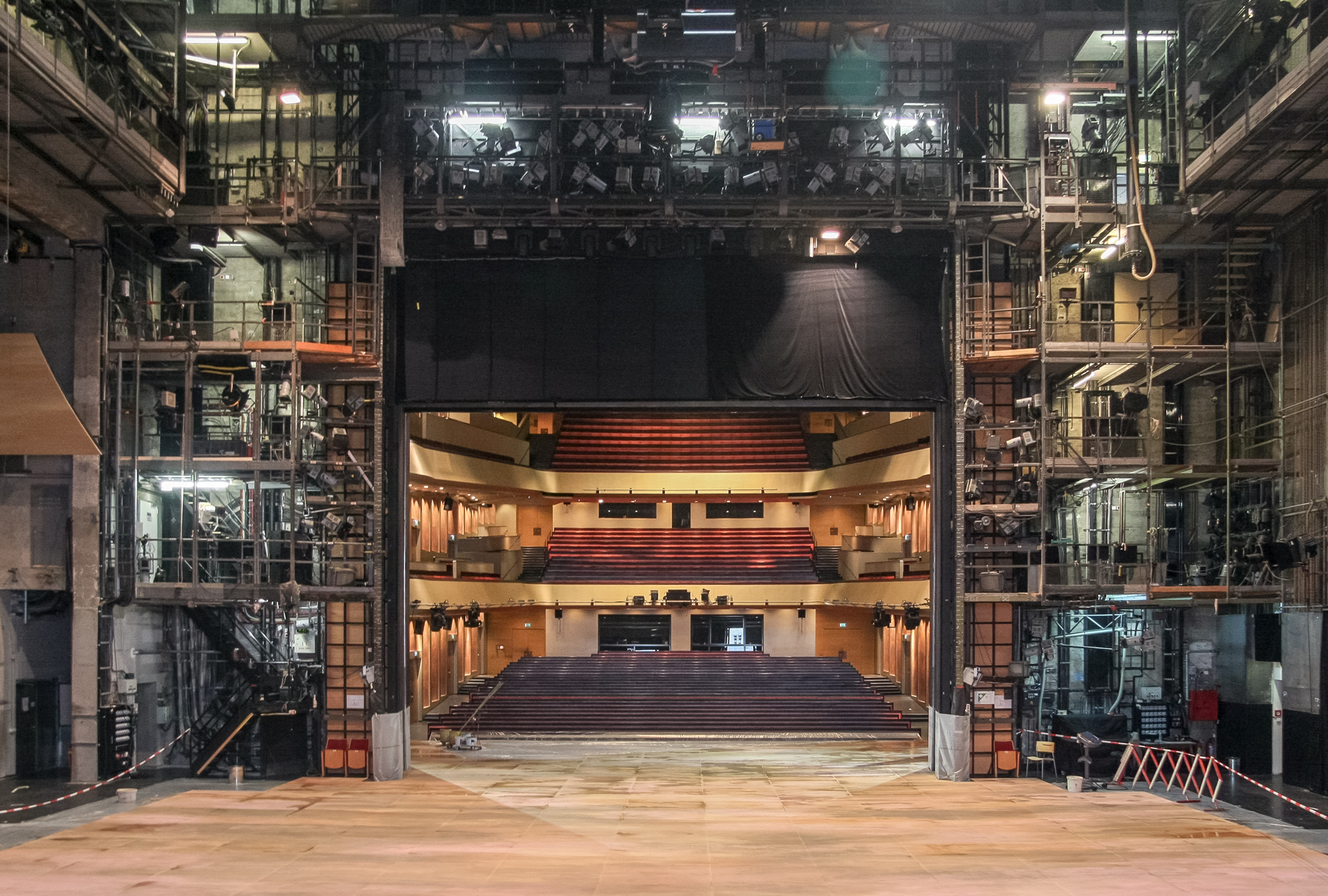
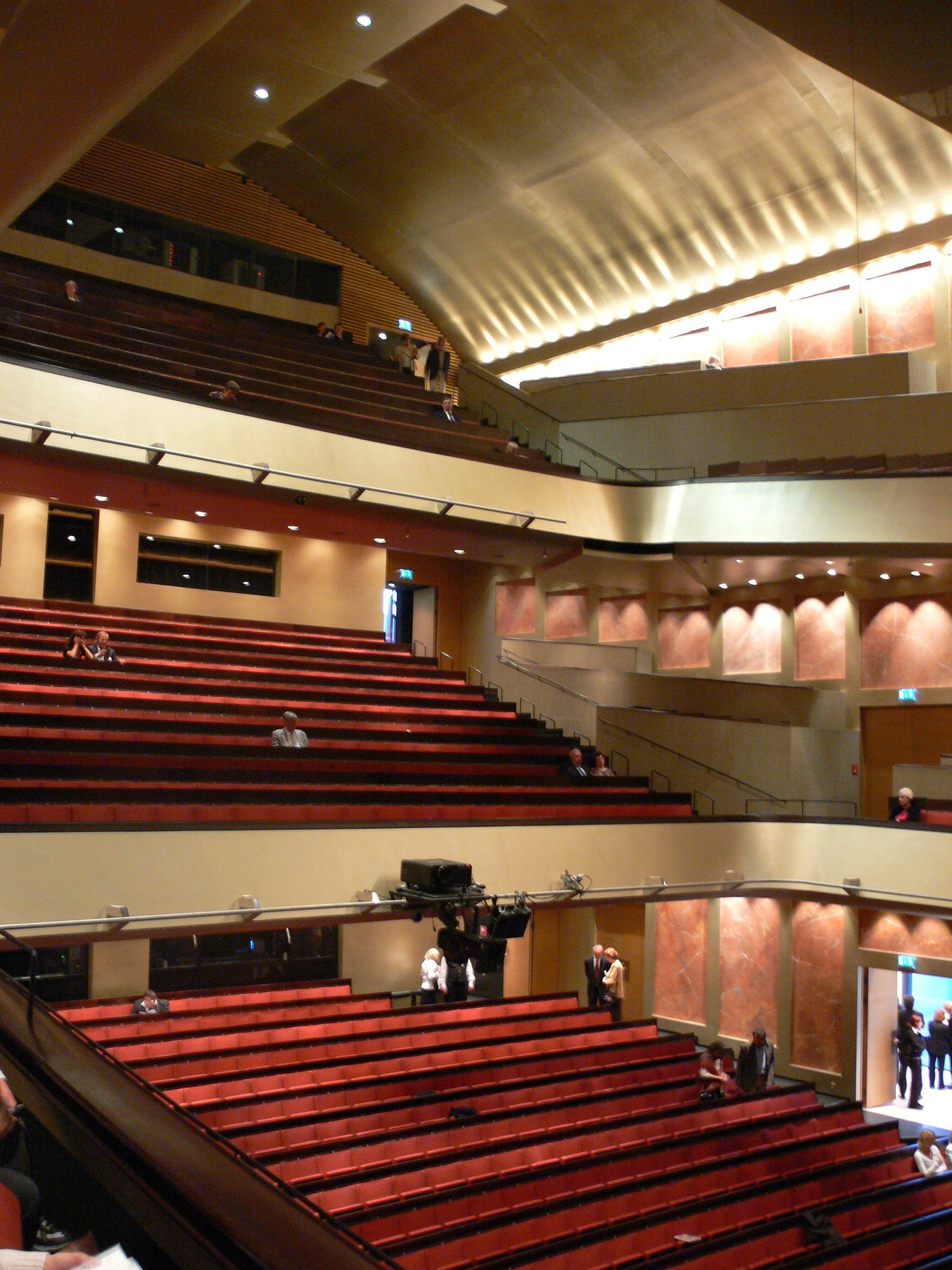
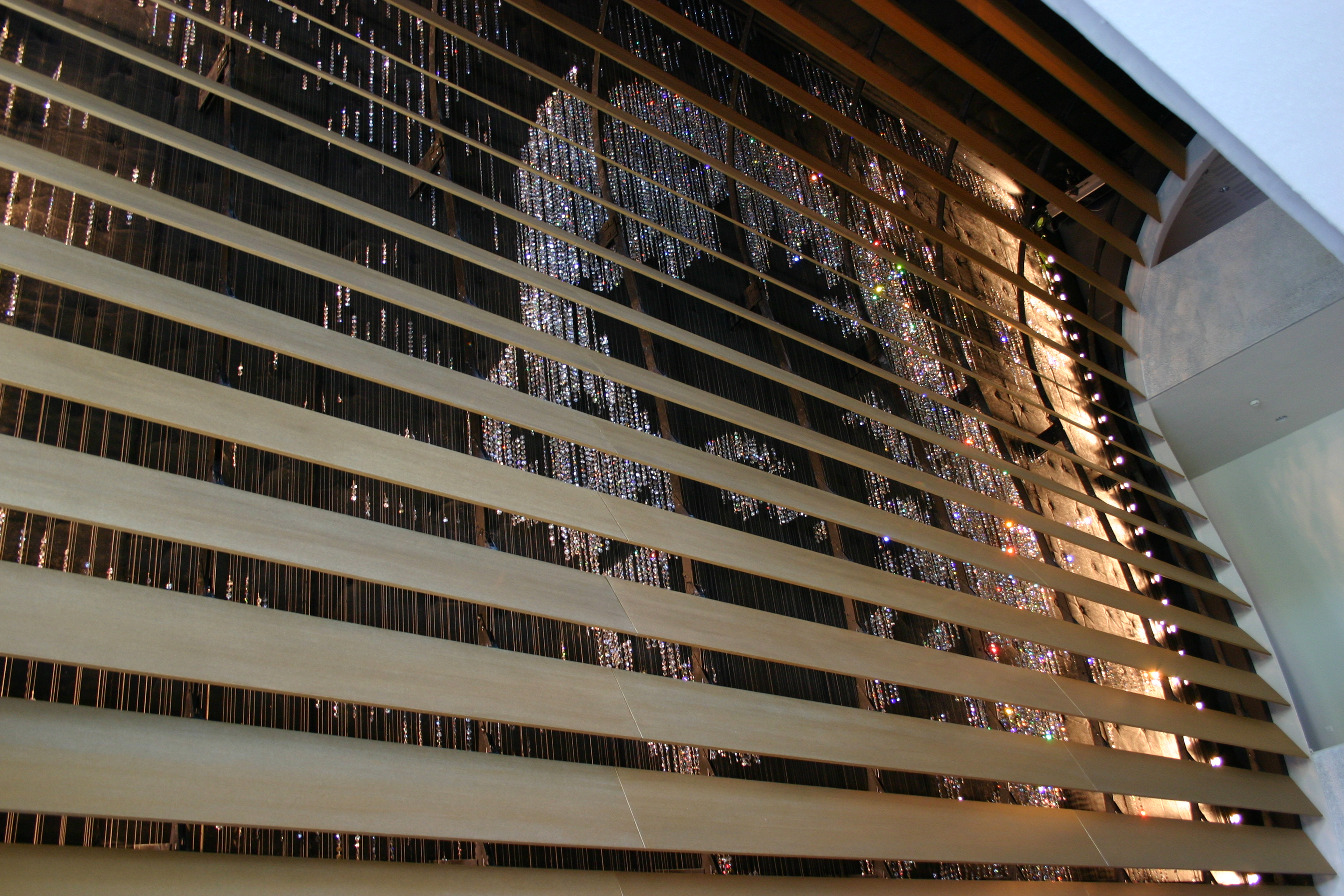
金墙
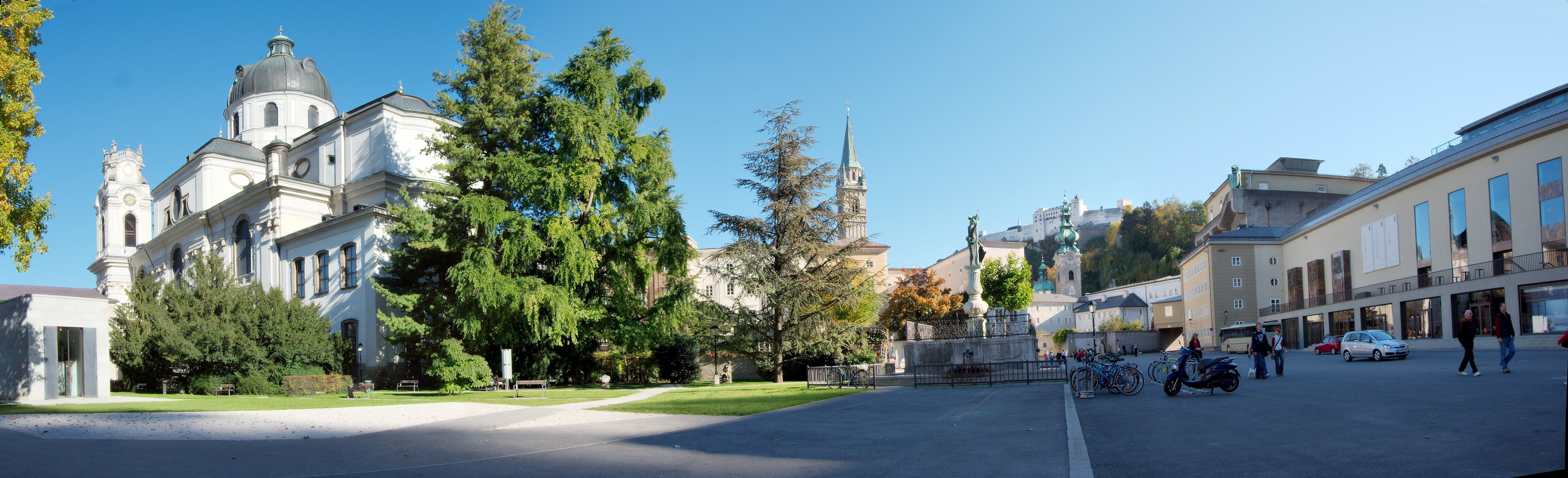